# 庶長鼂
庶長鼂（?—?），名鼂，戰國初年秦国庶长。
前425年（周威烈王元年、秦怀公四年），庶長鼂率领大臣围攻秦怀公，秦怀公自杀。秦怀公的太子秦昭子早己去世，大臣们拥立秦昭子之子为秦靈公。开始了秦国君位传承的动荡期。秦灵公之后，秦怀公的小儿子秦簡公即位。随后传秦惠公、秦出公，秦出公又被庶长改所杀，秦灵公太子師隰才得即位，是为秦献公。